# Krzysztof Strzelczyk
Krzysztof Strzelczyk (ur. 9 czerwca 1957 w Tarnowie) – polski prawnik,sędzia Sądu Najwyższego w stanie spoczynku, w latach 2004–2006 przewodniczący Krajowej Rady Sądownictwa, w latach 2014–2020 członek Państwowej Komisji Wyborczej.

## Życiorys
Syn Antoniego i Marii.Od 1984 roku sędzia.W latach 1984–1995 sędzia Sądu Rejonowego w Płocku i następnie Wojewódzkiego w Płocku, doszedł w nim do stanowiska przewodniczącego Wydziału Gospodarczego.W 1995 roku został sędzią Sądu Apelacyjnego w Warszawie, a postanowieniem prezydenta Rzeczypospolitej Polskiej z dnia 5 marca 2007 roku w sprawie powołania do pełnienia urzędu na stanowisku sędziego (https://isap.sejm.gov.pl/isap.nsf/download.xsp/WMP20070260274/O/M20070274.pdf) w dniu 21 marca 2007 roku ówczesny Prezydent Rzeczypospolitej Polskiej Lech Kaczyński powołał go pełnienia urzędu na stanowisku sędziego w Izbie Cywilnej Sądu Najwyższego (https://www.prezydent.pl/archiwalne-aktualnosci/aktualnosci-rok-2007/kazda-wladza-musi-sie-laczyc-z-odpowiedzialnoscia,27044,archive). W marcu 2002 roku wybrany w skład Krajowej Rady Sądownictwa. Od kwietnia 2002 roku był jej wiceprzewodniczącym,zaś od 4 marca 2004 roku do 19 marca 2006 roku przewodniczącym.Współautor komentarza do kodeksu spółek handlowych pod redakcją Tomasza Siemiątkowskiego i Radosława Potrzeszcza.
4 grudnia 2014 roku został wybrany na członka Państwowej Komisji Wyborczej. Zakończył pełnienie tej funkcji 20 stycznia 2020 roku.
Żonaty,ma syna.Mieszka w Płocku.W dniu 1 października 2022 roku jako sędzia przeszedł w stan spoczynku (https://www.prawo.pl/prawnicy-sady/odchodza-sedziowie-z-izby-cywilnej-sadu-najwyzszego,517655.html).